# Vladimir Gurin
Vladimir Gurin –en ruso, Владимир Гурин– (3 de abril de 1955) es un deportista soviético que compitió en judo. Ganó una medalla de bronce en el Campeonato Europeo de Judo de 1978, en la categoría de –95 kg.

## Palmarés internacional
| Campeonato Europeo | Campeonato Europeo   | Campeonato Europeo | Campeonato Europeo |
| Año                | Lugar                | Medalla            | Categoría          |
| ------------------ | -------------------- | ------------------ | ------------------ |
| 1978               | Helsinki (Finlandia) | Medalla de bronce  | –95 kg             |